# Бузниковатое
Бузникова́тое (укр. Бузникувате) — село в Ольшанской поселковой общине Голованевского района Кировоградской области Украины.
До 2020 года входило в Ольшанский район
Население по переписи 2001 года составляло 503 человека. Почтовый индекс — 26621. Телефонный код — 5250. Код КОАТУУ — 3524380201.